# Under My Skin (album de Avril Lavigne)
Under My Skin este cel de-al doilea album de studio al cântăreței de origine canadiană Avril Lavigne. Discul conține linii melodice mai elaborate, în comparație cu albumul Let Go, iar tema generală a versurilor este dragostea. Dorindu-și să își schimbe stilul muzical, Lavigne a încheiat colaborarea cu echipa de producători Matrix, alături de care a înregistrat primul său material discografic.
Printre creatorii discului Under My Skin se numără Butch Walker, Raine Maida, Don Gilmore și Ben Moody, solistul formației americane de metal gotic Evanescence. În săptămâna lansării albumul primea certificatul de platină în Japonia și domina clasamentul UK Albums Chart; ulterior acesta câștiga prima poziție în ierarhia Billboard 200 și primea trei discuri de platină, confirmând vânzări de peste 3 milioane de exemplare.

## Istorie
Cel de-al doilea album al lui Avril Lavigne, numit Under My Skin a fost lansat pe data de 25 mai a anului 2004 și a continuat linia succeselor pe plan muzical înregistrate de către artistă. Albumul a debutat pe prima poziția a celor mai bine vândute albume din S.U.A., Regatul Unit, Germania, Japonia, Australia, Canada, Mexic, Argentina, Spania, Irlanda, Thailanda, Korea și Hong Kong. În prima săptămână de la lansare Under My Skin a fost comercializat în peste 380,000 de exemplare în S.U.A.. Majoritatea melodiilor incluse pe album au fost scrise de către Lavigne cu ajutorul cântăreței și copozitoarei de origine canadiană Chantal Kreviazuk. Unele piese au fost scrise împreună cu Ben Moody(fost component al trupei Evanescence), Butch Walker component al Marvellous 3, fostul său chitarist Evan taubenfeld și fostul său toboșar Matt Brann. Soțul lui Kreviazuk, solistul trupei Our Lady Peace, Raine Maida a coprodus albumul împreună cu Walker și Don Gilmore.
Spre deosebire de albumul precedent, Let Go acesta este mult mai complex din punct de muzical, Lavigne abordând pe el mai multe stiluri de rock și punk, iar textele melodiilor au căpătat o latură mai romantică, conform recenziilor făcute de către critici.
Under My Skin a ajutat-o pe Lavigne să câștige două premii în cadrul Premiilor Internaționale ale muzicii la categoriile „cel mai bun artist pop/rock” și „cel mai comercializat artist canadian”. Artista a mai obținut cinci nominalizări în cadrul premiilor Juno, dintre care a câștigat la trei categorii: „alegerea fanilor”, „artistul anului” și „cel mai bun album pop al anului”, iar in cadrul premiilor „Nickelodeon Kids' Choice Awards” Avril Lavigne a fost desemnată „artista anului”. Lavigne a compus melodia „Breakaway” pe care nu a inclus-o pe albumul Under My Skin din cauza faptului că 
avea prea multe influențe pop. Melodia a fost preluată de către Kelly Clarkson care a reînregistrat-o și a reușit să o transforme într-un hit.
Pentru a promova noul album, Lavigne a început cel de-al doilea turneu al său, intitulat Live and by Surprise, consistând într-o serie de douăzeci și unu de concerte susținute în diferite centre comerciale. Fiecare interpretare a sa era live, iar melodiile cântate erau într-o nouă versiune acustică. Locația fiecărui concert era anunțată cu doar patruzeci și opt de ore înainte de începerea acestuia. Turneul a fost foarte popular în rândurile fanilor, aducând vânzări ridicate albumului.
Lavigne a concertat pe tot parcursul anului 2005, consolidându-și cariera în televiziune și cea de model. Ea a reprezentat Canada la ceremonia de închidere a Jocurilor Olimpice de Iarnă din Turin, Italia, ediția anului 2006, interpretând melodia „Who Knows”. Conform unui studiu făcut în luna decembrie a anului 2007, albumul Under My Skin s-a comercializat în peste doisprezece milioane de exemplare pe plan mondial.

## Ordinea pieselor pe disc
Versiunea standard
1. „Take Me Away” — 2:57
2. „Together” — 3:14
3. „Don't Tell Me” — 3:21
4. „He Wasn't” — 2:59
5. „How Does It Feel” — 3:44
6. „My Happy Ending” — 4:02
7. „Nobody's Home” — 3:32
8. „Forgotten” — 3:17
9. „Who Knows” — 3:30
10. „Fall to Pieces” — 3:30
11. „Freak Out” — 3:13
12. „Slipped Away” — 3:34

Cântece bonus (pentru Japonia și UK)
- „I Always Get What I Want” — 3:21